# Kate St John
Kate St Johnová (* 2. října 1957 Londýn, Anglie), vlastním jménem Katharine Elinor Margaret St John, je anglická hudebnice, zpěvačka, skladatelka a producentka. Hraje na hoboj, saxofon, akordeon, klavír a anglický roh.
St Johnová začala svoji kariéru na začátku 80. let v kapele Ravishing Beauties. Skupina ale nevydala žádnou nahrávku a St Johnová ji v roce 1982 opustila. V polovině 80. let byla členkou kapely The Dream Academy, jejímž největším hitem byla píseň „Life in a Northern Town“ z roku 1985. Skupina se rozpadla v roce 1991. Během této doby St Johnová také spolupracovala s Tears for Fears, Stevem Nievem a Julianem Copem.
Během 90. let 20. století hrála St Johnová s Vanem Morrisonem, Nigelem Kennedym, Joem Boydem, Joolsem Hollandem a Egbertem Gismontim. V roce 1992 vydala společně s Rogerem Enem album The Familiar. V tomto roce také Eno se St Johnovou a dalšími muzikanty vytvořili superskupinu Channel Light Vessel.

## Sólová diskografie
- The Familiar (1992; s Rogerem Enem)
- Indescribable Night (1995)
- Second Sight (1997)